# 安诺夫卡农村居民点 (别尔哥罗德州)
安诺夫卡农村居民点（俄语：Анновское сельское поселение）是俄罗斯联邦别尔哥罗德州科罗恰区所属的一个农村居民点。其下辖有6个居民点，行政中心为安诺夫卡。据2016年统计，该农村居民点的人口为1322人。